# Beräkningskemi
Beräkningskemi är en gren inom kemin som använder datorer som hjälp för att lösa kemiska problem. Den använder resultat från teoretisk kemi, implementerad i datorprogram för att beräkna till exempel strukturer och egenskaper hos molekyler och fasta ämnen. Även om resultaten vanligtvis kompletterar information som inhämtats genom kemiska experiment kan den i vissa fall förutsäga dittills okända kemiska fenomen. Beräkningskemin är brett utbredd inom molekylär design, skapandet av nya läkemedel och material.
Exempel på sådana egenskaper är struktur (här betydelsen "förväntat läge av de ingående atomerna"), absoluta och relativa (interaktions-)energier, elektroniska laddningsfördelingar, dipol- och högre multipolmoment, vibrations- och rotationsfrekvenser samt andra spektroskopiska frekvenser, reaktivitet, och träffyta för spridning mot andra partiklar.
De använda metoderna täcker både statiska och dynamiska situationer. I samtliga fall ökar datorernas beräkningstid och behov av andra resurser (som till exempel minnesanvändning och lagringsutrymme) snabbt när systemet som studeras blir större. 
Systemet ifråga kan vara en enskild molekyl, en grupp molekyler eller ett fast ämne. Riktigt noggranna beräkningar är i regel endast möjliga för små system. Det finns rent kvantmekaniska metoder som enbart stödjer sig på grundläggande kvantmekanik. Dessutom finns det semiempiriska metoder som dessutom använder sig av experimentella resultat. Det rör sig då i regel om allmänt accepterade modeller av atomer och relaterade molekyler som approximerar vissa delar av den underliggande teorin. De rent teoretiska modellerna är i regel noggrannare men kräver mer datorkraft.
Både rent kvantmekanska och semi-empiriska tillvägagångssätt medför approximationer. Dessa sträcker sig från att vara förenklade former av postulerade ekvationer som är lättare eller går snabbare att lösa, till approximationer som begränsar systemets storlek (till exempel periodiska randvärdesvillkor), och till grundläggande approximationer av de underliggande ekvationerna som behövs för att över huvud taget hitta en lösning till dem. Exempelvis använder sig alla de rent kvantmekaniska modellerna av Born-Oppenheimer-approximationen som i hög grad förenklar den underliggande Schrödingerekvationen genom att hålla atomkärnorna fixa i beräkningen av elektronernas vågfunktion. I princip kommer de rent kvantmekaniska modellerna att närma sig den exakta lösningen av de underliggande ekvationerna när antalet approximationer minskar. I praktiken är det dock omöjligt att eliminera alla approximationer, och ett visst fel kommer oundvikligen att kvarstå. Målet med beräkningskemi är att minimera detta fel och samtidigt hålla beräkningarna praktiskt genomförbara.